# Sisyra nikkoana
Sisyra nikkoana is een insect uit de familie sponsvliegen (Sisyridae), die tot de orde netvleugeligen (Neuroptera) behoort. 
Sisyra nikkoana is voor het eerst wetenschappelijk beschreven door Navás in 1910.